# Westerpark (Breda)

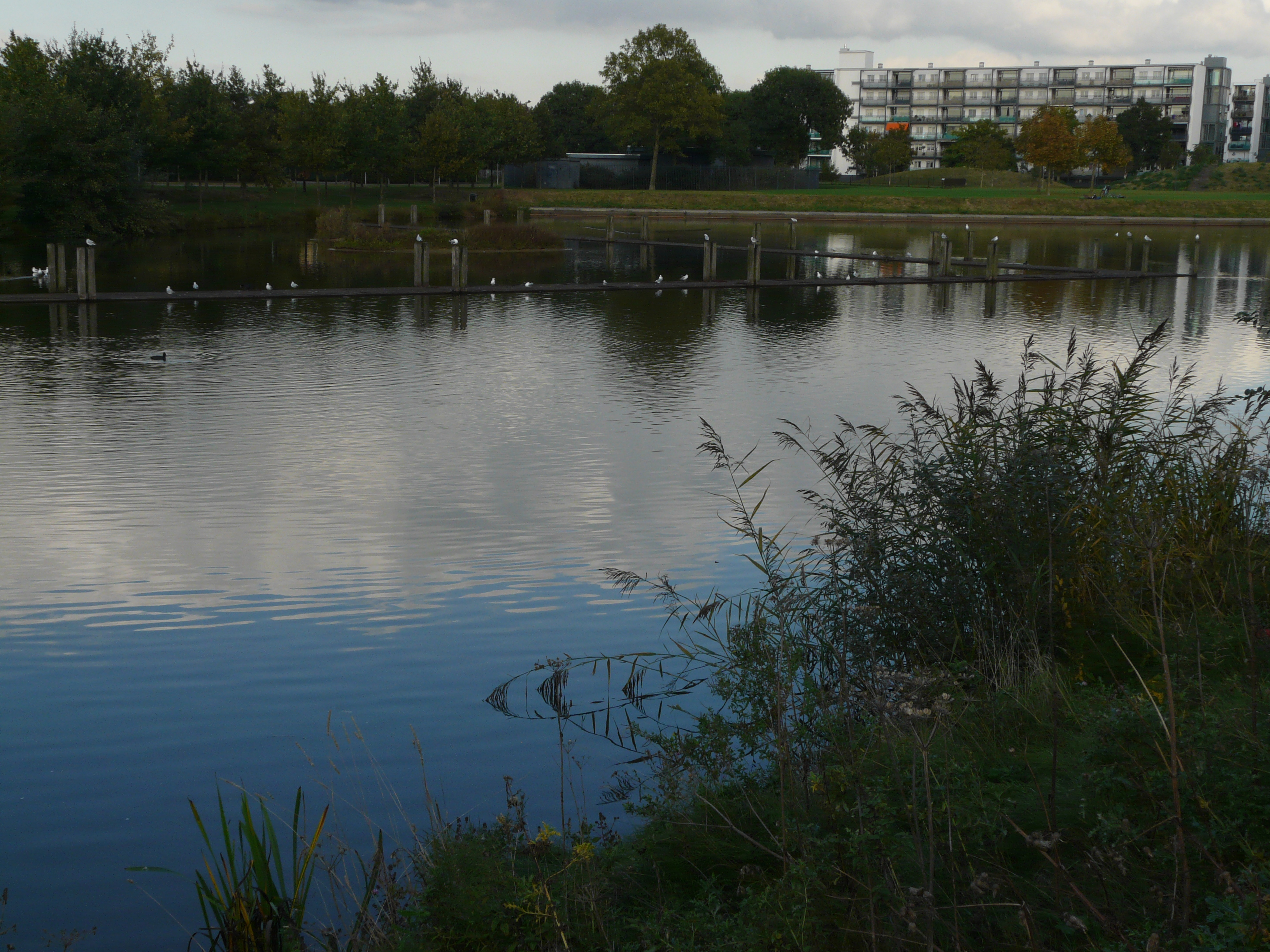
Water en groenvoorziening Westertuin

Westerpark is een wijk in het westen van Breda met bijna 1.400 woningen. Westerpark grenst in het oosten aan de buurt Tuinzigt, aan het westen aan het Heilaar en het bedrijventerrein Heilaar.
In het voorjaar van 1996 werd gestart met de bouw van Westerpark. Het was de eerste aanzet tot duurzame stadsontwikkeling in de gemeente. Het Westerpark heeft circa 3.500 inwoners. De wijk bestaat vooral uit laagbouwwoningen en enkele lage flats. Er is een watergebied en groengebied Westertuin met een speelgelegenheid voor kinderen.
Voor winkels is men aangewezen op het winkelcentrum Tuinzigt of Stada Stores. Voor een gemeenschapshuis kan men gebruikmaken van de Meidoorn in Tuinzigt.

## Onderwijs
- Kbs De Boomgaard (basisonderwijs)
- Markenhage (voortgezet onderwijs, Daltonschool)
- Orion Lyceum (voortgezet onderwijs)
- Michael College (voortgezet onderwijs, vrije school)

## Voorzieningen
- Woon- zorgcentrum Westerwiek voor ouderen[1]

## Verkeer en vervoer
Bravodirect lijn 373 komt door Westerpark. Deze gaat via Prinsenbeek naar Zevenbergen.